# Salomonia ciliata
Salomonia ciliata là một loài thực vật có hoa trong họ Polygalaceae. Loài này được (L.) DC. miêu tả khoa học đầu tiên năm 1824.